# Tech
De Tech is een rivier in het zuiden van Frankrijk, in de regio Occitanie. Zij ontspringt op de Roc-Colom in het massief van Costabona of Costabone, in het departement Pyrénées-Orientales, en mondt uit in de Middellandse Zee ter hoogte van het natuurgebied van de Mas Larrieu, ook bocal du Tech genoemd.
De belangrijkste zijrivieren zijn de Lamanère, de Coumelade, de Quéra en de Riuferrer. Steden aan de rivier zijn:
Prats-de-Mollo-la-Preste, Amélie-les-Bains-Palalda, Céret, Le Boulou en Arles-sur-Tech